# Emmesomia bilinearia
Emmesomia bilinearia är en fjärilsart som beskrevs av John Henry Leech 1897. Emmesomia bilinearia ingår i släktet Emmesomia och familjen mätare. Inga underarter finns listade i Catalogue of Life.